# Lexus UX
De Lexus UX is een luxe cross-over SUV in het L-segment van de Japanse autofabrikant Lexus, de luxedivisie van Toyota. Het model werd geïntroduceerd op de Autosalon van Genève op 6 maart 2018. De naam UX is een afkorting van Urban eXplorer. Het model staat gepositioneerd onder de Lexus NX in het modelprogramma. Het is ook het eerste automodel van Lexus dat gebouwd is op het TNGA-C-platform, waarop ook de Toyota Corolla E21 en Toyota Prius XW50 gebouwd zijn.
De Lexus UX is leverbaar als UX 200 (conventionele verbrandingsmotor en niet leverbaar in Nederland). UX 250h (hybride aandrijflijn), UX 260h (hybride aandrijflijn en leverbaar in China) en UX 300e (volledig elektrisch).

## Ontwerp
Het ontwerp is gebaseerd op de Lexus UX Concept, dat getoond werd op de Mondial de l'Automobile op 29 september 2016. De UX Concept is een studiemodel van de Franse designstudio ED2 (Toyota European Design Center) in Sophia Antipolis, waar onder andere de Toyota Corolla E12 hatchback en Verso ontworpen zijn.
De chief engineer voor de Lexus UX is Chika Kako. De designfilosofie van de Lexus UX kenmerkt zich met de driedimensionale 'spindle'-grille (Spindle Grille) die door andere modellen wordt gedeeld. De achterlichtunits strekken zich uit over de volledige achterzijde en worden door Lexus Aero Stabilizing Blade Lights genoemd. Een lichtstreep verbindt het linker achterlicht met het rechter en beschikt over 120 LED's, en is op z'n smalst drie millimeter dik. Dit designelement is voor het eerst toegepast op de Lexus UX. Het interieur is optioneel leverbaar met een ontwerp gebaseerd op Japans washipapier.

## Aandrijving
De Lexus UX is leverbaar met verschillende typen aandrijflijnen, waarvan de hybride UX 250h en elektrische UX 300e in Nederland leverbaar zijn. De UX 200 is niet leverbaar in Nederland. Alle uitvoeringen hebben de motor voorin het voertuig liggen. Bepaalde uitvoeringen van de UX 250h zijn vierwielaangedreven.

### UX 200 (MZAA10)
De Lexus UX 200 wordt aangedreven door een conventionele 1986 cc vier-in-lijn benzinemotor.
| Motorcode | Transmissie      | Vermogen                          | Koppel                       |
| --------- | ---------------- | --------------------------------- | ---------------------------- |
| M20A-FKS  | Direct Shift CVT | 128 kW of 174 DIN pk bij 6600 tpm | 209 Nm bij 4000 tot 5200 tpm |

### UX 300e
De Lexus UX 300e is een volledig elektrisch aangedreven voertuig. De accu is een lithium-ion batterij met een capaciteit van 54,3 kWh.
| Motorcode                                               | Transmissie | Lay-out | Vermogen         | Koppel | Topsnelheid | Accu-capaciteit | Actieradius                | Laadvermogen                             | Laadsnelheid                  |
| ------------------------------------------------------- | ----------- | ------- | ---------------- | ------ | ----------- | --------------- | -------------------------- | ---------------------------------------- | ----------------------------- |
| 4KM (synchrone draaistroommotor met permanente magneet) | n.v.t.      | FF      | 150 kW of 204 pk | 300 Nm | 160 km/h    | 54,3 kWh        | 400 km NEDC of 299 km WLTP | 3,7 kW AC of 50 kW DC (snellaadvermogen) | 16:08 of 00:50 (snellaadtijd) |

Leverbaar in Nederland en België: ES · LC · LS · NX · RX · RZ · UX

Alleen leverbaar buiten Nederland en België : CT · GX · IS · LM · LX · RC

Niet meer leverbaar: GS · HS · LFA · SC